# NGC 6972
NGC 6972 (również PGC 65485 lub UGC 11640) – galaktyka soczewkowata (S0-a), znajdująca się w gwiazdozbiorze Delfina. Odkrył ją Albert Marth 15 sierpnia 1863 roku.